# Bram Moerland
Bram Moerland (Sint-Annaland, 1939) is een Nederlandse filosoof en vertaler.

## Levensloop
Moerland is afkomstig uit een bevindelijk gereformeerd gezin van het Zeeuwse eiland Tholen. Hij studeerde wiskunde (tot aan zijn kandidaats) en filosofie aan de Universiteit van Leiden.
Moerland was docent cultuurfilosofie aan de Academie van Beeldende Kunsten en Technische Wetenschappen in Rotterdam, aan de School voor Journalistiek in Utrecht en aan de Stichting Nederlandse Opleiding Hindoe Geestelijke (NOHG) in Nieuwegein. Daarnaast verzorgt hij nog steeds voor de Stichting Filosofie Oost-West een jaarlijkse studiedag over het vroege christendom.
Aanvankelijk werd Moerland geïnspireerd door de visie van de Zwitserse psychiater-psycholoog Carl Gustav Jung. Meer recent gaat zijn belangstelling uit naar de gnostiek, waarover hij vele lezingen heeft gegeven alsook twee boeken heeft geschreven. Momenteel biedt hij een 'spiritueel zevenstappenplan' aan, dat is gebaseerd op een herinterpretatie van de gnostiek.

## Werken
- Racisme met charisma: Over het racisme van Steiner en Blavatsky, 1991, Den Haag, uitgeverij onbekend, eerder gepubliceerd als:
  - Rassenleer met charisma, 1987, Academie voor Filosofie en Spiritualiteit - Maarn
  - Rassenleer met charisma, 1989, 24 p., Haagse Academie Pers - Den Haag, ISBN 90-5279-001-9
- Montségur: Katharen en de val van Montségur, 2003, 240 p., Synthese - Den Haag, ISBN 90-6271-820-5, eerder gepubliceerd als:
  - Montségur: gnosis, gnostiek en de Katharen, 1992, 204 p., Mirananda - Den Haag, ISBN 90-6271-820-5
- Schatgraven in Nag Hammadi: een inleiding tot de gnostiek, 2004, 200 p., Synthese - Den Haag, ISBN 90-6271-922-8
- Schatgraven in Thomas: De oorspronkelijke betekenis van het Thomas-evangelie, 2007, 400 p., Bert Bakker - Amsterdam, ISBN 9789035131453
- De Katharen: De overwinning van de vrijheid, 2014. AnkhHermes - Utrecht, ISBN 978-90-202-10750
- Gnosis en gnostiek: De bevrijding van de liefde, 2014. AnkhHermes - Utrecht, ISBN 978-90-202-10798
- Het Evangelie van Thomas: Het weten van een ongelovige, 2014. AnkhHermes - Utrecht, ISBN 978-90-202-10774

## Vertalingen
- Louis Fischer, Gandhi: zijn leven en zijn boodschap, 1983, Mirananda - Den Haag, ISBN 9062716865
- Donald Gilbert, De humor van Zen: Unk zoekt de waarheid elders (oorspronkelijk titel: Jellyfish Bones: the humor of Zen), 1990, Mirananda - Den Haag, ISBN 9062717993 (stripverhaal)
- Donald Gilbert: Unk zet de waarheid op z'n kop: lachen met Zen (oorspronkelijke titel: The upside down circle: Zen laughter), 1991, Mirananda - Den Haag, ISBN 9062718140 (stripverhaal)
- Israel Finkelstein en Neil Asher Silberman, De Bijbel als mythe: Het andere verhaal van de archeologie, 2006 (2e druk), 448 p., Synthese - Den Haag, ISBN 9062719511